# Ungernia
Ungernia là chi thực vật có hoa trong họ Amaryllidaceae.